# 獨協埼玉中学校・高等学校
獨協埼玉中学校・高等学校（どっきょうさいたまちゅうがっこう・こうとうがっこう）は、埼玉県越谷市に所在し、中高一貫教育を提供する私立中学校・高等学校。
高等学校において、中学校から入学した内部進学の生徒と高等学校から入学した外部進学の生徒との間で、第2学年から混合してクラスを編成する併設型中高一貫校である。運営は学校法人獨協学園。略称は「獨玉」、「獨協」。

## 校訓
開拓・創造・信愛
旧制都立第五中学校（現・小石川中等教育学校）の校訓「開拓・創作」を範として選定された。

## 校風・特色
校則により服装・頭髪や華美なアクセサリーの制限などはあるが、全体的な校則による制限は多くない。
蛙鳴祭（文化祭）・体育祭等の行事は、実行委員会担当教員の元で生徒が行っている。
蛙鳴祭においては、1日目の一般公開終了後に行われる中夜祭（一般非公開）が行われる。有志バンド・ダンスチームによるパフォーマンスが行われる。
体育祭は、競技の際は各クラスごとに生徒が作成したクラスTシャツを着用する等の伝統がある。3年生はこれに加えクラスオリジナルの衣装を作成する。その衣装を被り3年生の学年競技「ムカデリレー」を走る。
なお、東京の獨協中学・高等学校とは歴史的背景や獨協大学への進学数等において、同じ獨協学園の中学・高等学校であるが、その校風はまったく異なっている。

## 教育
中高一貫教育校ではあるが、高等学校からの募集もあり、外進生（高校からの入学生徒）と内進生（獨協埼玉中学校からの進学生徒）との比率は大体半々である。
高校1年次は外進生のみ、内進生のみのクラス編成となり分かれているが（一部授業は混合クラスにて実施）、2年次より希望進路を踏まえ、内進・外進混合クラスとなる。
3年次のコースは文系·理系ともに、主に国公立·難関私立大学を目指すⅠ、主に私立大学を目指すⅡがあり、それぞれ「文系Ⅰ」「文系Ⅱ」「理系Ⅰ」「理系Ⅱ」と呼ばれる。また、獨協大学への進学を希望する生徒を対象にした「獨協コース」もあり、これら5コースから2年次の進路選択時に選択する。
獨協学園が当時の西洋文化の中心であるドイツ文化を取り入れるため獨逸学協会として設立したという歴史もあり、獨協埼玉高等学校ではドイツ語の授業が自由選択科目として学習することができる（もちろん卒業単位として加算される）。かつては、選択授業に教養的要素のある授業や高校レベルにとどまらない専門的な授業なども設置されていたが、受講生の減少やカリキュラム改新のために減少している。
また、学校の田植えは、学校専用の田んぼで授業を行う（中学1年生のみ）
また、オーストラリア、ドイツの姉妹校と交換留学を行っている。。
2016年度の主な進路実績は、筑波大学・千葉大学などを含む国公立大学に19名、早稲田大学に5名、MARCHと学習院大学に113名合格などとなっている。

## 獨協コースの存在

### 概要
高校3年次の進路選択の際、他大学進学を目指した文系Ⅰ·Ⅱ、理系Ⅰ·Ⅱ以外に､獨協大学進学への推薦資格を得られる「獨協コース」を選択することができる。このコースの目的は受験教育にとらわれない教養教育を自主的・能動的に追求、実践するところにある。獨協大学との､高大連携のカリキュラムのもと教養教育を中心に据えたコースになっている。
本コースに進むためには2年次進級時に文系コースを選択し､3年次に本コースを選択する。
あくまで推薦コースと設定されているため学科ごとに一定の成績基準が設定されており､出席状況が良好であることも求められる｡その為､一定数以上の遅刻・欠席がある場合は推薦資格を失う。
なお、獨協中学・高等学校に同様の進学コースは存在しない。

### 進学できる学部・学科
このコースから進学できる学部学科は以下の通りである。
その他の学部学科は他の推薦コースから進学することができる。(進学条件は異なる)
| 学部         | 学科             |
| ------------ | ---------------- |
| 経済学部     | 経済学科         |
| 経済学部     | 経営学科         |
| 経済学部     | 国際環境経済学科 |
| 法学部       | 法律学科         |
| 法学部       | 総合政策学科     |
| 法学部       | 国際関係法学科   |
| 外国語学部   | ドイツ語学科     |
| 外国語学部   | フランス語学科   |
| 国際教養学部 | 言語文化学科     |

### 進学のための課題
獨協コースに在籍する生徒は上記の目的達成のためいくつかの課題が課される。選択した学科ごとに多少異なるが、読書記録、卒業論文が大まかな課題である。
読書記録は学科ごとに指定された図書の中から20冊を選び読書記録(所謂読書ノート)を行う。経済学部であれば社会問題や経営学についての本、ドイツ語学科であればドイツ民俗やドイツ小説の日本語訳など様々ある。
卒業論文では生徒は2年次3学期から1年間を費やし16000字以上の論文を作成する。学部学科ごとに論文のジャンルが決まっており、その範囲内で論文のテーマを決める。論文作成のために生徒1人に担当教員1人が付き、指導を行う。また、大学教員も定期的に高校へ訪れ生徒へ論文指導を行う。
年に5回程度(年度によって異なる)論文をプレゼンテーションする機会が設けられており、生徒が教員・保護者の前で実施する。1月には獨協大学にて大学教員の前で最終提出発表会を行う。
1月の最終提出発表会後に優秀論文が選出され、卒業式で優秀論文賞として表彰される。
以下が2017年度の獨協コースの卒業論文タイトル一覧になっている。

### 2017年度獨協コース論文題目一覧[8]
| 進学先学科       | タイトル                                                                                |
| ---------------- | --------------------------------------------------------------------------------------- |
| ドイツ語学科     | フェリックス・メンデルスゾーンはどのように評価されてきたか                              |
| ドイツ語学科     | なぜドイツの「統合コース」は機能しなかったのか                                          |
| 経済学科         | 八ッ場ダムの何が問題か                                                                  |
| 経済学科         | イスラーム復興運動はなぜおこるのか                                                      |
| 経済学科         | 育児不安の根本的原因 ～専業主婦と就業女性の比較を中心に～                               |
| 経済学科         | 子どものための養子縁組制度の在り方                                                      |
| 経済学科         | 日本の少子化政策の問題点 ～支援制度の在り方を考える～                                   |
| 経済学科         | 日本に難民を多く受け入れるためにできることは何か                                        |
| 経済学科         | 婦人保護施設はなぜ機能しないのか                                                        |
| 経済学科         | 戦後インドの経済改革 ～独立後から新経済政策まで～                                       |
| 経済学科         | 近代の性別役割分業はどのように根付き、論争されてきたのか                                |
| 経済学科         | 岩槻の人形産業が発展した理由は何か ～岩槻人形保護の強化につなげるために～               |
| 経済学科         | 日本の労使関係に関する一考察 ～アンドルー・ゴードンの所説を中心に～                     |
| 経済学科         | 教育格差についてどのように論じられているか                                              |
| 経営学科         | 低所得者が安心して暮らすための住宅政策とは                                              |
| 経営学科         | 日本のスポーツ文化を豊かにするためには ～企業によるマイナースポーツ支援策を考える～     |
| 経営学科         | 男性の育児休業取得率の上昇を目指すためには ～新たな管理職の在り方、イクボスから目指す～ |
| 経営学科         | 介護離職を減らすための制度の在り方                                                      |
| 経営学科         | 若者たちを実質卒業に転落させないためには～若年の大卒者が正規就職に向かうための提案～    |
| 経営学科         | 共働き世帯の男性の家事参画をいかに実現するか                                            |
| 経営学科         | 新規就農者を増やすには                                                                  |
| 経営学科         | 内部告発を組織の改善に生かすには                                                        |
| 国際環境経済学科 | ハイチ共和国の貧困を今より軽減させるためには ～隣国ドミニカ共和国と比較して考える～     |
| 国際環境経済学科 | イラク戦争から見えるネオコンとは                                                        |
| 国際環境経済学科 | 日本の母子家庭はなぜ貧困になるのか ～フランスの家族政策から解決策を考える～             |
| 国際環境経済学科 | サンゴ礁保全が国民レベルで行われるためには                                              |
| 国際環境経済学科 | 健康を守る働き方とは ～同一労働同一賃金の導入に向けて～                                 |
| 法律学科         | 登録文化財制度は近代建造物保存に有用か                                                  |
| 総合政策学科     | 日本の公共放送に問題点はあるか ～BBCとの比較～                                          |
| 総合政策学科     | 日本に積極的安楽死法は必要か ～世界から見る日本における死ぬ権利についての考察～         |

### その他
- 獨協コースは校内では親しみも込められ「獨協クラス」「獨クラ」と呼ばれている。

- 獨協コースでは9月の蛙鳴祭で毎年古代劇上演を行っている[8]。演目は喜劇や悲劇を問わず様々で、2017年の演目は ギリシア喜劇 アリストファネス作『平和』だった。高校内でも現在は獨協コースといえば古代劇といったイメージが定着している。
- 高校三年生は一般的に大学受験に備えて模試を受けるが、獨協コースではTOEICを受験することができる。
- 「英語研究」という授業があり、その授業でTOEIC受験に備えた実用的な英語が学習できる。
- その他通常の受験用カリキュラムとは大幅に異なる授業を受けるため、大学で通用する知識を高校3年生から学ぶことができる。

## 沿革[10]
- 1980年（昭和55年） - 獨協埼玉高等学校創立
- 1982年（昭和57年） - 共学化（設立当初は男子校）。
- 2001年（平成13年） - 中高一貫教育により更なる教育内容等の充実を図るため、獨協埼玉中学校を開校。
- 2004年（平成16年） - 初の中高一貫生が高等学校に進学。それに伴い24年ぶりに女子制服のデザインが改正された。
- 2005年（平成17年） - 創立25周年を迎えた。
- 2015年（平成27年） - 創立35周年を迎えた。

## 施設
さいたま市岩槻区、春日部市との境界に近い場所に立地する。学校全体としては約80,000平方メートル。
野外施設は野球グラウンド（左翼：95メートル、右翼：90メートル）、サッカー・ラグビー共用グラウンド、300mトラック、テニスコート7面、屋外プール（25m9コース）を持つ。また室内体育館はバスケットコート2面のメインアリーナ、トレーニングルーム、講義室を備えた第2体育館が2005年度に設置され（25周年記念事業）、第1体育館と合わせて2つ持つ。
校舎は主に高校の教室がある高校棟と特別教室がある理科棟、中学の教室がある中学棟からなる。
校内には調理室、木工室、コンピュータールーム(PC44台)、書道室、社会科教室、理科実験室、生物実験室、物理・地学実験室、化学実験室、美術室などがあり、音楽室は2つある。また、様々な授業で使用される選択教室が5つ、講義室が3つ(第2体育館内を含む)存在する。コンピュータールームは2018年に最新PCに交換された。
図書館には約58000冊の蔵書があり、休み時間・放課後は生徒たちの憩いの場となっている。
普通教室にはロッカールームを完備しており（中学棟にはない）、廊下もゆとりをもってつくられている。しかし、東日本大震災の影響で、耐震基準が現行とは異なる時に建設された高校棟では、ほとんどの教室にひびが入るなどしたため、改築の声も多い。なお、中学棟に被害は出なかった。

## 年間行事
- 4月 - 入学式・始業式、1年生オリエンテーション合宿（入学式の翌日から・中学生は日光で2泊3日、高校生は富士山麓で1泊2日）、校外学習、体験入部期間（中・高の1年のみ）
- 5月 - 第一回考査、学年の日
- 6月 - 生徒総会、高校生徒会選挙、体育祭（高校）
- 7月 - 第二回考査、学年行事
- 8月 - 海外語学研修（高校2年の希望者）
- 9月 - 蛙鳴祭[2]（文化祭）
- 10月 - 創立記念日、第三回考査、体育祭（中学）
- 11月 - 獨協大学推薦入試
- 12月 - 第四回考査、修学旅行（中学3年·高校2年）、スピーチコンテスト（高校1年のみ）[13]
- 2月 - 中学生徒総会・選挙、マラソン大会
- 3月 - 第五回考査、中学合唱祭、卒業式

## アクセス
せんげん台駅西口より朝日自動車獨協中学・高校行き（所要時間5分）または徒歩約20分。

## 著名な卒業生
- 板倉俊之（インパルス）
- 桜木睦子（元タレント）
- 目崎啓志（ラグビー）[14]
- 並木万里菜（アナウンサー）[15]
- 田中俊亮（ギタリスト）
- 清水蒼空（タレント）
- 奥住桂（教育学者）
- 武田望（経済学者）